# 萧元礼
萧元礼（1909年—1998年3月21日），男，江西万安人，中国人民解放军将领、中国人民解放军开国少将。

## 生平
1927年冬加入共产主义青年团，参加民运活动，並在1930年2月加入中国共产党。同年8月加入中国工农红军，任红十二军第三十六师第一○六团党总支书记、第一○八团政治委员兼总支书记，后升任红一军团第一师第三团俱乐部主任、总支书记。参加中央苏区历次剿共战役和中央红军长征。抵达陕北后，任红十五军团第七十三师第二一九团政治处主任、第二一八团政治委员、军团教导营政治委员。参加了直罗镇战役、西征和山城堡战役。1936年，参加东征战役。
抗日战争期间，担任八路军第一二九师第三八五旅第七七○团政治委员、艺术学校政治委员。1943年，进入延安中共中央党校学习。1944年10月，任南下支队第一大队副政治委员。后任湘鄂赣军区第一支队政治委员，鄂东军区第三军分区副政治委员。后来担任新四军第五师第十三旅副政治委员、鄂豫陕军区第一军分区、中原军区第二纵队第十三旅、冀鲁豫军区独立第一旅副政治委员，中原野战军第十一纵队第三十三旅第三十一旅政治委员，第二野战军第十七军副政治委员，赣东北军区司令员。
中华人民共和国成立后，他出任江西军区副政治委员、司令员。1955年4月至1956年1月，担任江西省军区党委第二书记。1955年被授予少将军衔。之后担任广州军区副政治委员、顾问。1988年荣获一级红星功勋荣誉章。是第五届全国政协委员。1998年3月21日，在广州逝世。